# La Ballade de la mer salée
La Ballade de la mer salée (italien : Una ballata del mare salato), première histoire de la série Corto Maltese, est une bande dessinée de Hugo Pratt publiée de juillet 1967 à février 1969 dans le mensuel italien Sgt. Kirk. La première traduction française est parue de juillet 1973 à janvier 1974 dans France-Soir, avant de faire l'objet d'un album chez Casterman en 1975. Cet album a reçu le prix de la meilleure œuvre réaliste étrangère lors du Festival d'Angoulême 1976.
Ouvrage d'une « importance historique [qui] n'est plus à démontrer », c'est pour Erwin Dejasse « le premier véritable roman en bande dessinée ». Au-delà de ses qualités artistiques, son succès a prouvé aux éditeurs la rentabilité économique d'albums dépassant le standard de 44 ou 46 planches. C'est à ce titre l'une des bandes dessinées ayant conduit au lancement d’(À suivre), à la fin des années 1970.
Le récit, qui se déroule en Mélanésie de novembre 1913 à janvier 1915, a pour toile de fond des actes de piraterie, le déclenchement de la Première Guerre mondiale et la découverte d'étranges mœurs indigènes. Il met en scène l'errance d'île en île de Raspoutine, de Corto Maltese et des cousins Groovesnore.

## Histoire de l'œuvre

### Inspirations
Hugo Pratt ne s'était jamais rendu dans les îles du Pacifique lorsqu'il a rédigé cette histoire. Tout au plus a-t-il aperçu cet océan depuis la côte chilienne. Pour concevoir son histoire, il s'est appuyé sur de nombreuses œuvres de fiction. Il a ainsi revendiqué quelques films qui l’ont plus particulièrement inspiré : Tabou de Friedrich Wilhelm Murnau (1931), Les Révoltés du Bounty de Frank Lloyd (avec Clark Gable, 1935), Le Réveil de la sorcière rouge d'Edward Ludwig dont les premières images nous montrent un homme livré à l’océan, ligoté les bras en croix, sur un radeau (avec John Wayne, 1948), Le Roi des îles de Byron Haskin (avec Burt Lancaster, 1954), Lord Jim de Richard Brooks (avec Peter O'Toole, 1965).
La Ballade de la mer salée rappelle également par certains moments divers écrivains qui ont situé leurs romans dans des îles du Pacifique, comme Robert Louis Stevenson, Joseph Conrad ou Herman Melville. La dédicace d'Hugo Pratt, présente au début de l'album dans lequel est publié cette histoire, stipule que celle-ci est dédiée à Henry De Vere Stacpoole, qui lui fit aimer le premier les mers du Sud. Bien que les influences du bédéiste furent essentiellement anglo-saxonnes, il s'est également inspiré de son collègue Franco Caprioli.
De nombreuses allusions littéraires sont glissées dans les différentes cases. Ainsi, dans les deux premières pages, on voit Raspoutine lire le Voyage autour du monde, journal de voyage de Louis-Antoine de Bougainville, qui navigua justement sur l'Océan Pacifique, dans le secteur où se déroule cette histoire. Caïn Groovesnore, à plusieurs reprises, étale ses connaissances en faisant allusion à différents personnages littéraires ou mythologiques. Ainsi, lorsqu'il échoue sur les côtes de Nouvelle-Guinée et qu'il se retrouve avec Tarao (planche 28 et 29), il évoque Vendredi et son compagnon Robinson Crusoé (du roman éponyme de Daniel Defoe). Ensuite, lorsqu'il s'échappe sur la pirogue de Cranio, il parle à Tarao de Moby Dick, roman de Herman Melville. Puis, dans le sous-marin de Slütter, il lit La Complainte du vieux marin, poème de Samuel Taylor Coleridge. Pratt estime que ce texte s'intègre très bien au récit ; le destin de ce vieux marin, coupable d'avoir tué un albatros, l'avait frappé et trouve très puissante l'histoire de cette malédiction. Enfin, au moment où Caïn quitte Escondida avec Pandora, il évoque le navire Argo et Jason, de la mythologie grecque.

### Choix du titre
Le titre de l’œuvre "La Ballade de la mer salée" a participé à son succès. Dans son entretien avec le bédéiste, Dominique Petifaux souligne que l'expression "mer salée" est étrange, car la mer est toujours salée. Ce à quoi Pratt répond qu'en choisissant le titre, il pensait à "Salted Sea Ballad", en anglais, ce qui pour lui sonne bien. Concernant le terme "ballade" (à ne pas confondre avec la "balade", désignant une promenade), celui-ci évoque un type de poème à forme fixe, mais aussi des compositions musicales. Pratt explique qu'une ballade se compose de choses différentes. Tout comme dans son récit, où plusieurs intrigues sont enchevêtrées et où de nombreux personnages avec leur propre histoire se rencontrent dans une situation qui les dépasse, la Première Guerre mondiale. Ce conflit les oblige ainsi à se rencontrer et l'auteur les met ensemble, afin de voir ce qui se passe. Enfin, le titre original "Una ballata del mare salato" rappelle le titre en italien de La Complainte du vieux marin, "La ballata del vecchio marinaio".

### Naissance d'un héros
Hugo Pratt a quarante ans lorsqu'en juin 1967, il fait la connaissance de Florenzo Ivaldi à Gênes. Celui-ci est sur le point de faire paraître une nouvelle revue de bande dessinée, Il Sergente Kirk. Le premier numéro paraît en juillet avec les neuf premières planches de Una ballata del mare salato, écrites et dessinées par Pratt. Dans la grande tradition du roman d'aventure, la bande dessinée est précédée d'une lettre censée établir son authenticité. Datée du 16 juin 1965 et expédiée du Chili, celle-ci est adressée à son ami l’éditeur Florenzo Ivaldi par Obregan Carrenza, présenté comme le neveu de Caïn Groovesnore, l'un des personnages de l'histoire. Carrenza y écrit qu’il a bien remis les manuscrits de son oncle à monsieur Pratt.
Lorsque le mot fin s'inscrit dans le numéro 20 de février 1969, Hugo Pratt est loin de se douter qu'il vient de donner vie à un personnage qui, de secondaire dans cette aventure, allait devenir l'un des héros les plus remarquables du neuvième art. Et pourtant, à travers cette fameuse lettre, il imagine déjà la vieillesse de son personnage, seule information qu'il fournit à son sujet. Il présente ainsi son personnage en commençant par la fin. Cette lettre n'est pas incluse dans toutes les éditions de l'album, probablement parce que les éditeurs n'avaient pas envie que les lecteurs sachent comment finissait le marin, vieux et fatigué. Ils préfèrent qu'on le croie éternellement jeune. Pratt rappelle que son personnage, à la suite de son voyage mystique en Suisse, restera toujours jeune, mais qu'il pourrait vieillir à travers le songe d'une femme aimée : donc il a peut-être vieilli dans le songe de Pandora ou d'une autre femme aimée.
En 1970, Una ballata del mare salato est republiée dans le Corriere dei Piccoli, principale publication enfantine d'Italie, avant de paraître en album chez l’éditeur Arnoldo Mondadori en janvier 1972, sous le titre : La Ballata del mare salato.

## Description

### Synopsis
L'histoire commence le 1er novembre 1913, le jour des surprises, jour de tous les saints (appelé dans l'histoire "tarowean"). Le pirate Raspoutine, qui vogue sur un catamaran des Îles Fidji, trouve deux jeunes naufragés, voguant inconscients sur un chaloupe au large des îles Salomon. Il s'agit des cousins Pandora et Cain Groovesnore, qui naviguaient auparavant sur leur yacht "La jeune fille d'Amsterdam", quand celle-ci a brûlé et coulé, les laissant comme seuls survivants. Le pirate pense pouvoir obtenir de l'argent des riches parents des deux jeunes. Plus tard, Raspoutine est averti par un de ses marins de la découverte d'un naufragé flottant sur la mer, pieds et poings liés sur son radeau. C'est Corto Maltese, un autre pirate dont l'équipage de sa goélette s'est mutiné et l'a mis dans cette situation la nuit précédente (voir l'album Le jour de Tarowean qui se termine la veille). Il sera lui aussi repris par le navire de Raspoutine ; les deux marins sont de vieilles connaissances et travaillent tous les deux pour "Le Moine", un mystérieux chef de pirate qui cache toujours son visage sous une capuche. Les deux marins pillent notamment des navires de différentes nationalités, pour le compte de l’Empire Allemand, alors que se profile la Première Guerre mondiale. Comme au début de l'histoire, lorsqu'ils attaquent un cargo hollandais dans la mer de Malaita, pour voler sa cargaison de charbon et embarquer avec un jeune marin maori, Tarao.
Selon les écrits d'Hugo Pratt, Corto avait auparavant traversé le Pacifique Sud et le sud-est de l'Asie en 1913, puis s'est rendu à Surabaya, au Samoa et à Tonga, entre autres lieux. Au cours de cette année, il devient pirate et commence à travailler pour le Moine.
Au cours de l'année suivante, Corto et Raspoutine naviguent entre différentes îles de la région. D'abord vers Kaiserine (possession allemande de la Nouvelle-Guinée), pour retrouver leur commanditaire, Von Speeke. Puis, Corto, Pandora, Cain et des marins naviguent de leur côté le long des côtes de l'île, avant de s'échouer près du fleuve Sepik. Là, ils échappent à des Papous cannibales en s'enfuyant sur une pirogue grâce à Cranio. Puis, ils sont recueillis dans l'Archipel Bismarck par le sous-marin de Slütter, où ils retrouvent Raspoutine et un marin japonais surnommé Taki Jap. Ensemble, ils partent pour l'île d'Escondida. C'est sur cette île fictive, située à 169° ouest et 19° sud, que se tient le repaire du Moine.
Sur l'île, la présence des deux jeunes commence à créer des tensions entre les personnages. Le Moine, découvrant leur identité, semble s'intéresser à eux et interroge Caïn sur leur famille. C'est pour cela qu'il ordonne à Raspoutine d'être responsable sur sa vie de tout ce qui pourrait arriver aux jeunes. Quant à Corto et à Slütter, ils veillent à leur sécurité, s'étant attachés à eux. Voyant Pandora endormie, le Moine revit les douleurs de son passé et devient momentanément fou, se sentant apeuré et seul. Il décide alors d'avancer son départ et de partir avec Slütter, ainsi que Corto, qu'il considère comme son seul ami. Mais à la suite d'un autre accès de folie, il le pousse du haut d'une falaise et part sans lui, le croyant mort. Pendant l'absence du maître de l'île, Raspoutine se dispute avec Cranio et le tue. Juste avant, ce dernier a révélé à Pandora que Corto avait survécu, qu'il l'avait retrouvé entre les rochers et l'avait soigné. Caïn décide finalement de veiller sur lui, tandis que Pandora et Tarao s'échappent de l'île pour rejoindre une des Îles de l'Amirauté. Grâce aux talents de marin de Tarao et au requin Mao qui les guide, ils arrivent sur l'île de Buranea où ils rencontrent des militaires Néozélandais.
Pendant ce temps, les hostilités qui ont précédé la Première Guerre mondiale éclatent. Australiens et Japonais découvrent la présence des Allemands dans le Pacifique. Rinald Groovesnore, officier de la marine australienne, est averti par les militaires de l'arrivée des deux jeunes gens et part les chercher. Grâce à eux, il découvre enfin l'île du Moine. Ce dernier, averti par Corto du départ de Pandora et de Tarao, devine que son île finira par être attaquée et projette de s'enfuir sous l'eau avec Taki Jap ; mais avant de partir, il tente, pour des raisons mystérieuses, de tuer Slütter mais sans succès. Quand la flotte de Rinald Groovesnore débarque, Corto et les autres hommes restés sur l'île sont capturés. Corto, grâce au témoignage de Pandora et de Caïn, est gracié. En revanche, Raspoutine et Slütter (lequel a survécu à ses blessures) sont jugés pour piraterie et condamnés à mort. Avant de purger sa peine, Slütter remet à Corto une lettre dans laquelle révèle les origines sombres de la famille Groovesnore. Grâce à cette lettre, Corto fait chanter Rinald Groovesnore et obtient que Raspoutine ne soit pas exécuté. Le 19 janvier 1915, Corto et Raspoutine quittent Escondida et s'embarquent pour Pitcairn. L'histoire se termine par des adieux émouvants, notamment entre Corto et Pandora.

### Personnages
Cet épisode fait apparaître de nombreux personnages, dont certains réaparaîtront ou seront évoqués dans des épisodes ultérieurs :
- Raspoutine : Pirate de nationalité russe sillonnant le Pacifique sud à bord d’un catamaran des îles Fidji. C'est un marin impitoyable à la gâchette facile qui travaille pour le compte du mystérieux « Moine ». Il est le sosie de son homonyme Grigori Raspoutine.
- Pandora et Caïn Groovesnore : Ces deux cousins sont les héros de cette histoire. Pandora est la fille de Taddée Groovesnore, lord britannique et grand armateur du port de Sydney. Caïn est le fils d'Elie Groovesnore. Rinald Groovesnore, le vice-amiral qui commande la flotte de la Royal Navy, est leur oncle. Les deux sont héritiers d'une banque suisse et d'une compagnie de navigation anglo-américaine, les Groovesnore constituant une dynastie régnant sur les mers du sud. Ils avaient un autre oncle, Thomas, mais ne l'ont pas connu. Il serait mort dans l'incendie de sa maison le jour du mariage de son frère Taddée avec leur tante Margrethe. Au début de l'aventure, ils éprouvent une haine mortelle envers Corto et tentent à plusieurs reprises de le tuer. Mais au fur et à mesure, ils changent d'avis et deviennent amis. Pandora Groovesnore doit son nom à une connaissance de Pratt, l'Australienne Pandora Grosvenor, fille d'un armateur. Selon les mots de l'auteur, elle « est le personnage central. Tout le monde est amoureux d'elle. C'est une jeune fille sympathique, belle, qui devient adulte. » Tandis que Caïn, au début pédant et immature, est devenu un adulte à la fin de l'aventure. Il réapparaîtra d'ailleurs dans Les Celtiques, engagé dans la guerre. Quant à Pandora, on apprendra ses fiançailles un an plus tard à la fin de l'histoire Sous le soleil de minuit.
- Corto Maltese : Autre pirate membre de l'organisation secrète du « Moine », il connaît parfaitement les mers du Sud. À la fin de l'histoire Le Jour de Tarowean (pour une histoire de femme, dira simplement l'intéressé), l'équipage de sa goélette s'est retourné contre lui et il se retrouve au début de l'histoire à dériver, ligoté sur un radeau de fortune, sous un soleil implacable. Raspoutine le récupère à son bord. Il est un personnage parmi les autres dans cette histoire, mais il finira par jouer un rôle central dans les œuvres suivantes de la série qui lui est dédiée.
- Christian Slütter : Lieutenant de vaisseau de la Kaiserliche Marine, la marine impériale allemande, il reçoit contre son gré l'ordre de ses supérieurs de prendre les commandes d'un sous-marin pour se mettre à la disposition du « Moine ».
- Tarao : C’est l’un des Maori de Nouvelle-Zélande épargnés par Raspoutine lors de la capture du cargo. Jeune marin expérimenté, il sait tirer parti des croyances et des légendes des peuples du Pacifique sud. Dans son village, il a été éduqué, par une certaine Miss Star, qui dirige son école avec son père, le chef. Puis, il a travaillé sur le cargo hollandais pour apprendre le travail, où il fut capturé.
- Cranio : Marin des îles Fidji, maître d'équipage de Raspoutine, qui a travaillé étant jeune chez un avocat de Viti-Levu. Il a la confiance du Moine. Il se désole de voir son peuple impliqué dans les guerres des blancs et aspire à ce que les Mélanésiens s'unissent enfin. Ce qui permettrait de fonder une grade patrie mélanésienne, revendication similaire chez les Polynésiens. Comme si les différents peuples d'Océanie avaient « à recoudre morceau par morceau un grand manteau ».
- Le Moine : Maître de tous les pirates, il dissimule son visage et son identité sous un capuchon. Il dirige depuis son île, l'Escondida, une organisation qui écume les mers du sud. Il s'est mis au service de l'État allemand pour procurer du charbon à sa marine dans les environs. Personne ne connaît son identité et certains affirment qu'il existe depuis plus de deux cents ans. Il s'agit en fait d'un ex-pasteur protestant ayant remplacé un moine esclavagiste excommunié qui a poursuivi son trafic sur l'île jusqu'à être atteint de la lèpre. Le nouveau moine a pris sa place à sa mort, considéré par les indigènes comme un moindre mal. Il possède aussi un trésor dont il est le seul à connaître l'emplacement et que convoitent Corto et Raspoutine.
- Toko, dit "Taki Jap" : Militaire japonais, capitaine d'une canonnière, travaillant pour Le Moine.

### Éléments culturels océaniens
Hugo Pratt glisse discrètement dans son histoire diverses allusions aux éléments culturels des différents peuples océaniens rencontrés, que ce soit à travers leurs chants ou leurs conversations. Ils font notamment allusions à des divinités Kanaloa, Tāne, Tū (en), Rongo, Tangaroa, Maui, Kupe, Tamatea... Ils parlent aussi de lieux mythiques comme Hawaiki et des créatures comme le grand poisson Pehee nuee nuee. Ils évoquent enfin plusieurs des nombreuses îles du Pacifique : Mangareva, Hawaï, Tahiti, Heragi, Aotearoa (Nouvelle-Zélande), Tubuai...
En dépit de ce réalisme, Pratt se permet des touches de fantaisie, en faisant parfois parler ses personnages océaniens… en dialecte vénitien (que les traducteurs ont laissé tel quel).

## Publications en italien

### Revues
- Una ballata del mare salato, dans Sergente Kirk no 1 (juillet 1967) à 20 (février 1969). L'histoire est absente des no 2 et 3 d'août et septembre 1967.
- Una ballata del mare salato, dans le Corriere dei piccoli, 1972.

### Albums
- La Ballata del mare salato, Arnoldo Mondadori, 1972.
- La Ballata del mare salato, Albatros ; édition de luxe avec en exergue la note "To the friendly people of the Friendly Islands" (îles des Amis est l'ancien nom des îles Tonga).

## Publications en français

### Revues
- La Ballade de la mer salée, en feuilleton dans France-Soir du 3 juillet 1973 au 16 janvier 1974.
- La Ballade sur la mer salée (sic), dans Phenix. Revue internationale de la bande dessinée no 38 (juin 1974) à 41 (août 1974). Le récit est laissé inachevé par l'arrêt de la revue.

### Albums

#### Noir et blanc broché
- La ballade de la mer salée, Casterman, coll. « Les grands romans de la bande dessinée », 1975  (ISBN 2-203-33201-8). Album broché, prix de la meilleure œuvre réaliste étrangère au Festival d'Angoulême 1976.
- La ballade de la mer salée, Casterman, 2000   (ISBN 978-2-203-33228-7 et 2-203-33228-X)
- La ballade de la mer salée, Casterman, 2001. Nouvelle couverture.  (ISBN 978-2-203-02460-1)
- La ballade de la mer salée, Casterman, 2010. Nouvelle couverture.
- La ballade de la mer salée, Casterman, 2012, coll. « Corto Maltese en noir et blanc », couverture souple à rabats, format 23,5/29,5  (ISBN 978-2-203-03354-2)

#### Petit format broché noir et blanc
- La Ballade de la mer salée, J’ai lu, coll. « J’ai lu BD », 1986. Contient la lettre du neveu de Caïn Groovesnore[6].  (ISBN 2-277-33011-6)
- La Ballade de la mer salée), Casterman, coll. « BDDT », 2010. Contient la lettre du neveu de Caïn Groovesnore[6].  (ISBN 978-2-2030-3507-2)

#### Couleur
- La Ballade de la mer salée, Casterman, 1989. Contient la lettre du neveu de Caïn Groovesnore[6] et des documents et aquarelles de Hugo Pratt. Nouvelle jaquette en 1991.

#### Noir et blanc relié
- La Ballade de la mer salée, Casterman, 2007. Beau livre au format 32x41, à la couverture toilée, contenant un feuillet à part reproduisant la lettre du neveu de Caïn Groovesnore[6], préfacé et postfacé par Gianni Brunoro. Fidèle au format des planches originales et au rendu du dessin à l’encre de Chine, cet ouvrage est paru le 2 juillet 2007 pour commémorer les 40 ans de la toute première apparition de Corto Maltese en Italie, le 10 juillet 1967 dans la revue Sergent Kirk, ainsi que les 120 ans de la naissance fictive du personnage, le 10 juillet 1887, à Malte.  (ISBN 978-2-203-00579-2)

#### Petit format broché couleurs
- La Ballade de la mer salée, Casterman, coll. « Corto » no 2, 2006.

## Adaptations

### Roman
- Hugo Pratt (trad. Fanchita Gonzalez Batlle), Corto Maltese, Paris : Denoël, coll. « Empreinte », 1996, 279 p.  (ISBN 2-207-24172-6)
- Hugo Pratt (trad. Fanchita Gonzalez Batlle), Corto Maltese, format poche, Paris : Gallimard, coll. « Folio » no 3032, 1997, 300 p.  (ISBN 2-07-040399-8)

### Cinéma
Depuis le milieu des années 1970, il a été envisagé de filmer La Ballade de la mer salée avec des acteurs. Après avoir d’abord pensé à Alain Delon, puis à David Bowie, le projet fut remis régulièrement en question pendant une quinzaine d’années sans se concrétiser. À ce jour, seul un long métrage d'animation a été réalisé :
- La Ballade de la mer salée, scénario de Jean Pêcheux, réalisation de Richard Danto et Liam Saury, avec les voix de Richard Berry (Corto Maltese), Patrick Bouchitey (Raspoutine), Barbara Schulz (Pandora). Diffusé à la télévision sur Canal+ en 2003 et sorti en DVD aux Studio Canal la même année.

### Théâtre
- Una ballata del mare salato, scénario de Giancarlo Marinelli, créé dans une mise en scène de Damiano Michieletto avec Titino Carrara dans le rôle de Corto et la Compagnia la Piccionaia i Carrara. Joué au Teatro Stabile di Innovazione de Venise en juillet 2003.

## Récompenses
L'album a obtenu le prix de la meilleure œuvre réaliste étrangère au Festival d'Angoulême 1976. Il a été classé en 2012 à la 3e place du classement des « 50 BD essentielles » établi par le magazine LIRE.